# Фурмений прилад

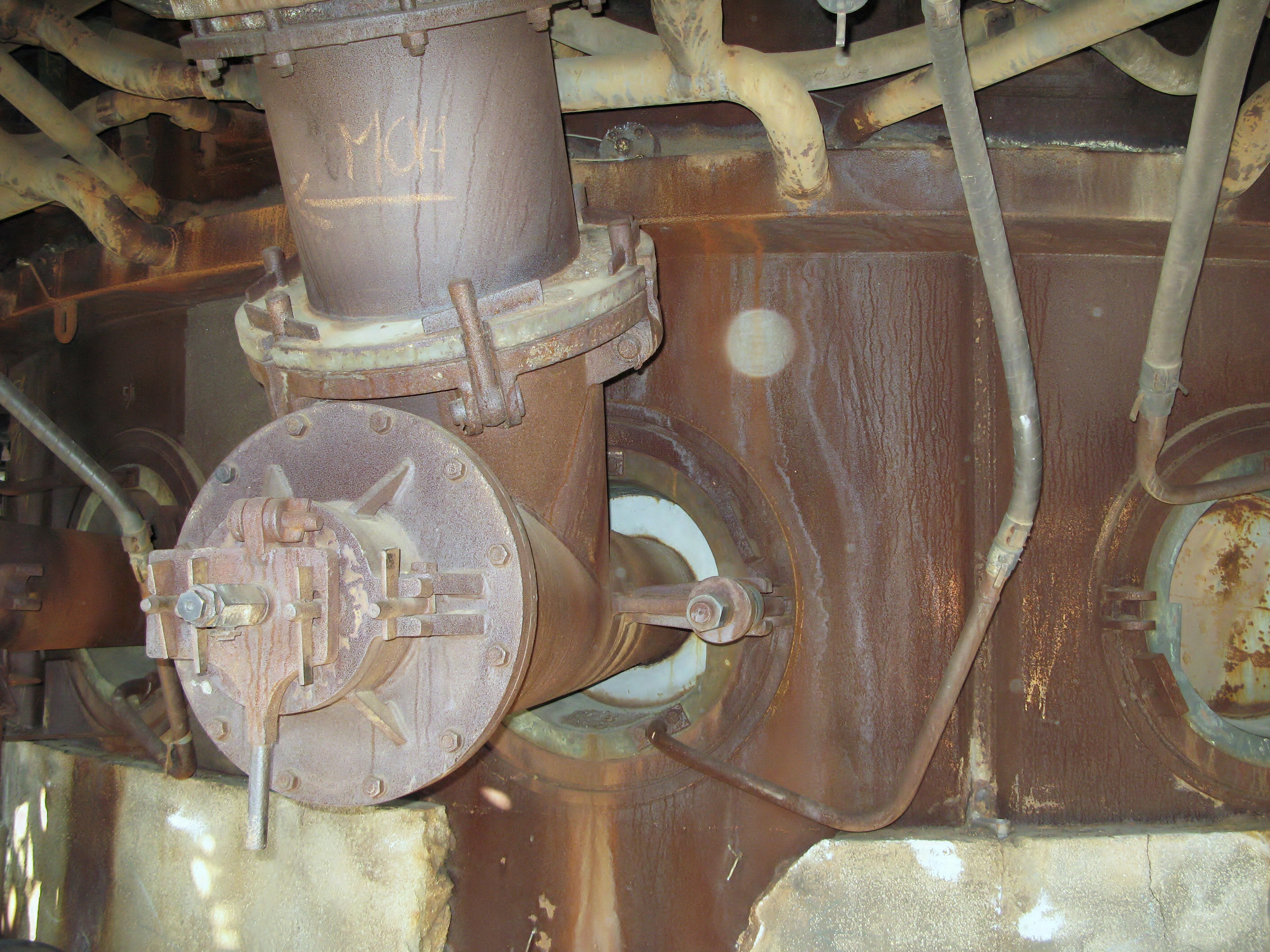
Фурмений прилад доменної печі на колишньому металургійному заводі у місті Дуйсбурґ, Німеччина. Тепер Ландшафтний парк «Дуйсбурґ-Норд». Даний прилад конструктивно дещо відрізняється від тих, що використовуються на доменних печах в Україні і країнах колишнього СРСР

Прилад для подачі дуття у доменну піч. 1 — натяжний пристрій, 2 — шарнірні підвіски, 3 — патрубок зі з'ємною кришкою, 4 — фланці на кулькових заточках рухомого і нерухомого колін, 5 — кільцьовий повітропровід, 6 — штуцер кільцьового повіторпровода (через свою форму називається також грамофоном), 7 — отвір для датчика, що вимірює витрату повітря, 8 — нерухоме коліно, 9 — фланець з отвором для встановлення механізму регулювання витрати повітря, 10 — фланець, приварений до кожуху доменної печі, до якого кріпиться амбразура, 11 — амбразура, 12 — фурмений холодильник, 13 — фурма, 14 — сопло, 15 — рівчачок для закладення азбестового шнура, 16 — рухоме коліно.

Фурмений прилад — прилад, за допомогою якого подають повітря у доменну піч. Складається з трьох деталей: фурми, фурменого холодильника і амбразури. Фурмений прилад вкладається у отвір у вогнетривкому муруванні фурменої зони горна доменної печі. Зазвичай фурменим приладом називаються не тільки згадані деталі, а й все приладдя для підводу дуття у піч, включаючи сопло, коліно і патрубок.
Кількість фурм і, відповідно, фурмених приладів на доменній печі залежить від діаметра горна. Так, для доменної печі об'ємом 1033 м  3  кількість фурм становить 16, а для доменної печі об'ємом 5000 м  3  кількість становить 36. На окремих доменних печах закордоном кількість фурм доведено до 42.

## Будова
Деталями фурменого приладу є амбразура, фурмений холодильник і фурма. Амбразура являє собою чавунний відливок конічної форми, що охолоджується водою, яка циркулює по водопровідній трубці, залитій у її тіло. Амбразура вставляється у отвір у кожусі доменної печі і кріпиться до фланцю, привареного до цього отвору.
Фурмений холодильник робиться мідним вили́ваним з внутрішньою порожниною, в якій циркулює вода. Холодильник також має конічну форму, він вставляється у конічну заточку амбразури. Призначення амбразури і холодильника полягає у інтенсифікації охолодження кладки горна, що знаходиться безпосередньо біля місць горіння. Крім того, наявність холодильника забезпечує щільне встановлення фурми.
Повітряна фурма вставляється у конічну заточку холодильника, вона виступає у глиб горну доменної печі на 200–300 мм. Фурма знаходиться безпосередньо біля місць горіння, вона доторкається до розпеченого коксу і розплавлених продуктів плавки. Це вимагає безперервного інтенсивного охолодження фурми водою для її збереження. Інколи фурми прогоряють — в їхньому корпусі з'являється дірка, і тоді у піч починає потрапляти вода з фурми, що є неприпустимим. У такому випадку фурму необхідно замінити на іншу, для чого тимчасово зупиняють доменну піч.
Дуття — повітря, нагріте у кауперах до температури 1000–1300 °C — підводиться по трубі гарячого дуття до кільцьового трубопроводу, що оперізує доменну піч, а від нього через прилад для подачі дуття — нерухоме коліно, рухоме коліно, сопло — до фурми, а через ню — у піч.
Сопло притискається до фурми, а рухоме коліно до сопла за допомогою натяжного пристрою.